# One Percent for the Planet
One Percent for the Planet (Deutsch: „Ein Prozent für den Planeten“) ist ein international tätiger Zusammenschluss von Unternehmen, die sich dazu verpflichtet haben, ein Prozent ihres Umsatzes dem Umweltschutz zugutekommen zu lassen. Diese Verpflichtung kann sich auf eine Produktlinie, eine Marke oder das gesamte Unternehmen beziehen.
Das Motto des 2002 gegründeten Netzwerkes lautet: Use market forces to drive positive environmental change by inspiring companies to give. (Deutsch: „Mit den Marktkräften positive Umweltveränderungen bewirken, indem Unternehmen zum Spenden inspiriert werden“.) Die Idee zur Gründung der Non-Profit-Organisation stammt von den Eigentümern der Bekleidungsfirma Patagonia, Yvon Chouinard und Craig Mathews. Patagonia spendet bereits seit seiner Gründung 1985 ein Prozent des Umsatzes oder 10 Prozent des Gewinns für Umweltschutzzwecke, je nachdem, welche der Summen größer ist.
Mit Stand vom Frühjahr 2023 sind über 5300 Unternehmen Mitglied der Kampagne. Diese haben mit steigender Tendenz bisher 450 Millionen US-Dollar an Spenden geleistet. Zuletzt lag die jährliche Spendensumme der Mitglieder bei 66 Millionen Dollar. Die Spenden können an eine von mehr als 5900 Umweltschutzorganisationen gehen, die bislang von der Kampagne als seriös eingestuft wurden.